# Hàng không năm 1915

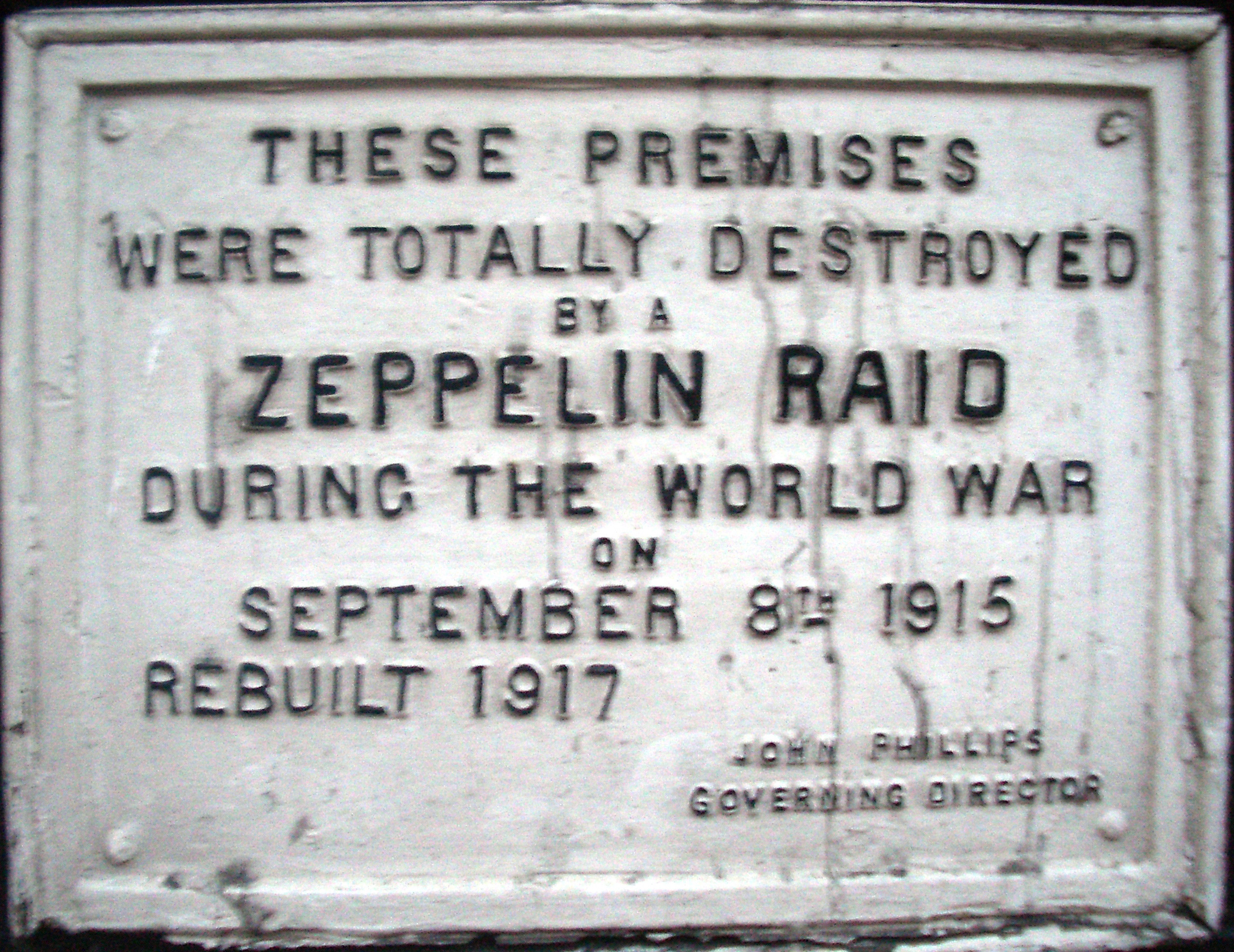
Hàng không năm 1915

Đây là danh sách các sự kiện hàng không nổi bật xảy ra trong năm 1915:

## Các sự kiện

### Tháng 1
- 19 tháng 1 - Cuộc tấn công của Khí cầu Zeppelin vào Vương quốc Anh được thực hiện bởi Hải quân Đức.

### Tháng 2
- 15 tháng 2 - Máy bay ném bom của Nga loại Sikorsky Ilya Muromets tấn công vùng Vistula-Dobrzhani của Ba Lan

### Tháng 3
- 7 tháng 3 - Cuộc tấn công ném bom chiến thuật đầu tiên của Anh được thực hiện dưới sự trợ giúp của các lực lượng dưới đất ở Menin Courtai.

### Tháng 4
- 1 tháng 4 - Phi công người Pháp Roland Garros đã bắn hạ máy bay đầu tiên bằng súng máy không đồng bộ, khi anh ta bắn hạ một chiếc Albatros từ chiếc máy bay của anh ta loại Morane Saulnier Type L.
- 1 tháng 4 - Phi công "át" người Pháp Jean Navarre, với hoa tiêu Robert, đã bắn hạ máy bay đầu tiên.
- 18 tháng 4 - Roland Garros bị bắn hạ và bị giam giữ.
- 26 tháng 4 - Người thứ 2 là William Rhodes-Moorhouse, phi công đầu tiên được trao tặng huân chương Bội tinh Victoria (sau khi chết).

### Tháng 5
- 26 tháng 5 - Oberleutnant Kästner và Georg Langhoff bắn hạ máy bay Đức lần đầu tiên trong một cuộc không chiến trong Chiến tranh thế giới I.
- 31 tháng 5 - Khí cầu Zeppelin đầu tiên tấn công vào London, loại LZ 38. 7 người chết, 14 người bị thương.

### Tháng 6
- 6 tháng 6 - LZ 37 trở thành khí cầu Zeppelin bị phá hủy trong một cuộc không chiến, khi nó bị trúng bom của sĩ quan Reginald Warneford, thuộc RNAS.

### Tháng 7
- 6 tháng 7 - Trung úy Oswald Boelcke tuyên bố chiến thắng đầu tiên của anh ta khi bắn hạ một chiếc Blériot Parasol, trong khi đang bay trên một chiếc Albatros C.I 2 chỗ với trung úy  von Wühlisch (hoa tiêu và xạ thủ).
- 25 tháng 7 - Đại úy Lanoe Hawker thuộc RFC là người đầu tiên được trao tặng huân chương Bội tinh Victoria cho những thành tích chiến đấu tại Pháp.

### Tháng 8
- 1 tháng 8 - Trung úy Max Immelmann bắn hạ chiếc máy bay đầu tiên của anh ta, sau này anh ta trở thành một phi công "át" và có thời kỳ mà anh ta được biết đến như "Quân Fokker"
- 12 tháng 8 - Phi đội trưởng Charles Edmonds trở thành phi công đầu tiên tấn công tàu chiến với một quả ngư lôi. Anh ta bay trên một chiếc Short Type 184 từ tàu HMS Ben-my-Chree. Mục tiêu của anh ta là một tàu tiếp tế của Thổ Nhĩ Kỳ.
- 19 tháng 8 - Trung úy Oswald Boelcke bắn hạ chiếc máy bay đầu tiên, anh ta bay trên chiếc Fokker E.I.
- 20 tháng 8 - Cuộc ném bom liên tục đầu tiên được thực hiện bởi những chiếc máy bay Caproni Ca.2 của Italia chống lại Đế quốc Áo-Hung.
- 31 tháng 8 - Phi công "át" đầu tiên của Pháp Adolphe Pegoud bị chết trong một trận không chiến. Anh ta đã giành được 6 chiến thắng.

### Tháng 11
- 3 tháng 11 - Phi đội trưởng Fowler cho một máy bay cất cánh theo cách thông thường từ một tàu chiến, anh ta bay trên chiếc Bristol Scout C từ tàu HMS Vindex.
- 6 tháng 11 - Một chiếc Curtiss AB-2 được điều khiển bởi Henry Mustin được máy phóng máy bay phóng lên từ boong tàu USS North Carolina trong khi chiếc tàu vẫn đang hoạt động.

## Chuyến bay đầu tiên

### Tháng 4
- 11 tháng 4 - Zeppelin-Staaken R.I

### Tháng 6
- 1 tháng 6 - Airco DH.2

### Tháng 12
- Sopwith 1½ Strutter
- 12 tháng 12 - Junkers J.I, máy bay đầu tiên hoàn toàn bằng kim loại
- 15 tháng 12 - Anatra D
- 17 tháng 12 - Handley Page O/400

## Bắt đầu phục vụ

### Tháng 2
- 5 tháng 2 - Vickers F.B.5 Gunbus trong Phi đội số 5 RFC

### Tháng 4
- Morane-Saulnier Type N

### Tháng 6
- Fokker Eindecker

### Tháng 9
- Royal Aircraft Factory FE.2 trong Phi đội số 6 RFC